# Tourton
El torton (en occità, o tourton en francès) és una especialitat culinària de la vall del Champsaur, inventada en el petit llogaret de Buissard, en els Alts Alps (Occitània). És una varietat de bunyol, farcit amb puré de patates o carn, i fregit en oli.

## Composició
Tradicionalment, els tortons eren l'aliment dels dies de festa per excel·lència en aquelles valls dels Alps. Hi havia tortons salats i dolços. En la versió salada, el farciment es compon bàsicament de puré de patates i de ceba picada i ofegada en oli d'oliva, assaonat amb sal i pebre. Els tortons dolços tradicionals s'emplenen de composta de poma, prunes seques, melmelada o compota de gerd, nabiu o fruita del bosc. La recepta dels tortons és prou antiga, i n'han sorgit variants en les quals s'afegeix formatge, cansalada fregida, carn capolada, castanyes i verdures ofegades, com els porros. Com a darreries n'hi ha també de xocolata.
Els tortons de patata es poden menjar calents, acompanyats d'una amanida verda a la qual s'afegeix un gra d'all.
La sabor del torton depèn de la finor de la pasta, que és prou difícil d'obtenir. Un truc és d'usar poca pasta, a risc que sigui fràgil i el torton es buidi en fregir-ho.

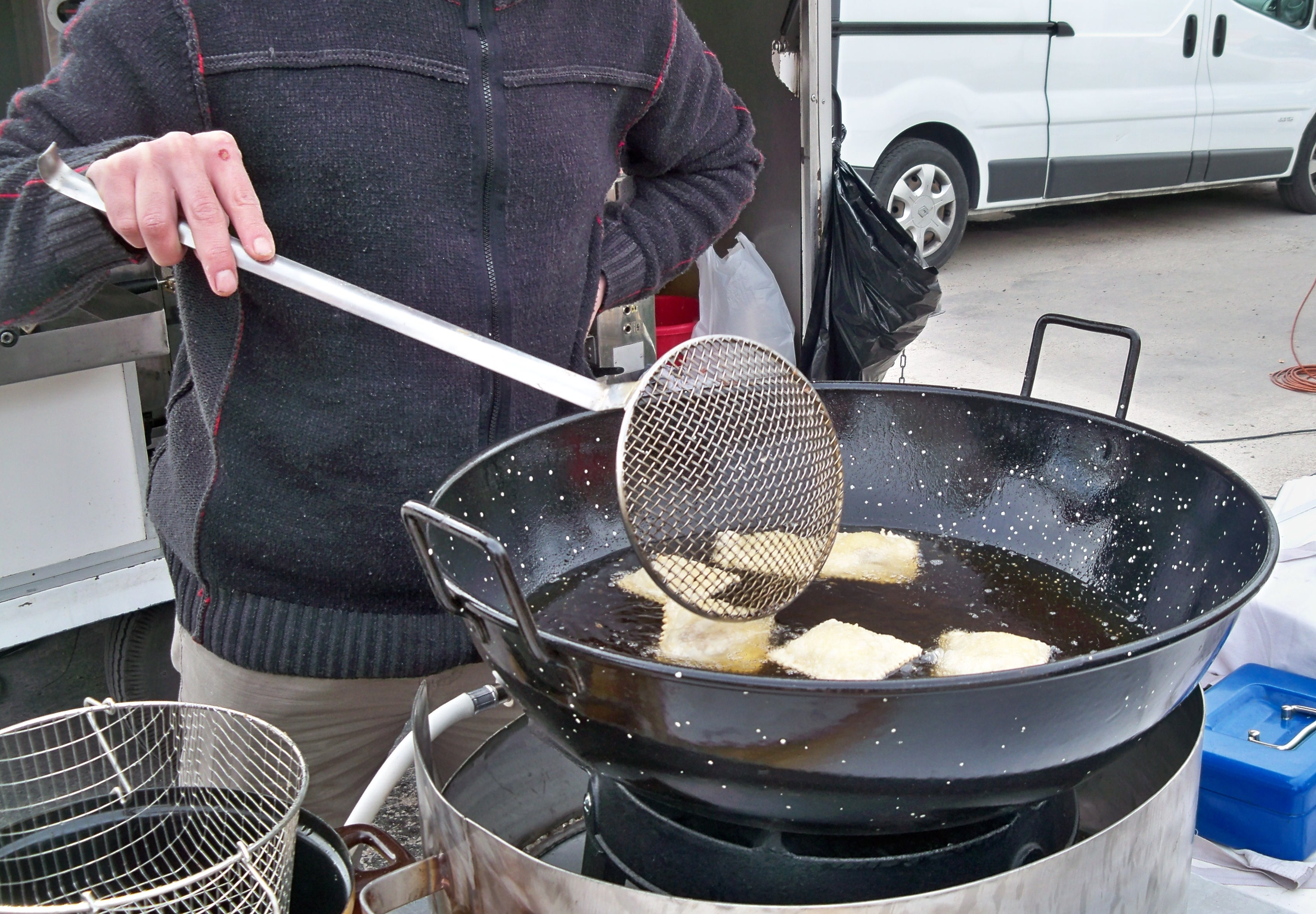
Tortons a la paella.